# Spermophilus major
Il citello rosso (Spermophilus major (Pallas, 1779)) è uno sciuride appartenente al genere dei citelli (Spermophilus). Vive nelle aree steppiche tra il Volga e l'Irtyš in Russia fino al nord del Kazakistan ed è stato introdotto anche nel Caucaso settentrionale.

## Descrizione
Il citello rosso raggiunge una lunghezza testa-corpo di circa 25,3-32,0 centimetri, dimensioni che ne fanno la specie più grande del suo genere. La coda è lunga 7,3-10,5 centimetri ed è quindi, come in tutti i citelli, significativamente più corta del resto del corpo. Il colore del dorso è bruno-ocra scuro ricoperto da numerose piccole macchie bianche. I fianchi vanno dall'ocra più chiaro al rosso ruggine, il ventre dal biancastro al giallo-ocra. La parte superiore della testa e il muso sono spesso grigi. Sotto gli occhi vi è una macchia da gialla a rosso ruggine. La coda è marrone-ocra sulla parte superiore e rossastra su quella inferiore.
Come tutte le specie del suo genere, ha un unico incisivo a scalpello per emimascella, seguito da uno spazio privo di denti (diastema). Seguono due premolari e tre molari. Al contrario, sulla mascella inferiore vi è un solo premolare per lato. Complessivamente vi sono 22 denti.

## Distribuzione e habitat
Il citello rosso vive nelle aree steppiche tra il Volga e l'Irtyš in Russia fino al nord del Kazakistan ed è stato introdotto anche nel Caucaso settentrionale. Originariamente era presente anche nella regione tra il Don e il Volga; oggi il suo areale si sta espandendo in direzione sud e ovest. Questi animali si incontrano fino a 600 metri di altezza.

## Biologia
Il citello rosso è uno scoiattolo di terra diurno. Vive principalmente nelle aree prative, nelle steppe erbose e anche nelle aree coltivate a cereali, nonché nelle steppe forestali di pianura. Si nutre principalmente di varie parti di piante, in particolare foglie e semi di graminacee ed altre piante erbacee, nonché di gemme, radici e cereali. In rari casi mangia anche uova di uccelli e nidiacei, così come insetti. Questi animali sono territoriali e stabiliscono un rigido sistema gerarchico: circa il 25% degli incontri tra conspecifici è aggressivo. I maschi poligami competono tra loro e difendono il loro territorio contro altri maschi; le femmine monogame scavano le loro tane e stabiliscono i loro territori all'interno di quelli dei maschi. Le giovani femmine rimangono nei pressi delle tane delle madri, mentre i giovani maschi si diffondono nei paraggi. La tana è una struttura solitamente semplice, con un ingresso e una camera nido, e ha una lunghezza e una profondità di uno-due metri. Inoltre, vengono costruite delle tane rifugio poco profonde in cui questi animali possono spostarsi in caso di pericolo. Le tane delle femmine sono un po' più complesse e spesso hanno un secondo ingresso.
Come gli altri citelli, questi animali trascorrono l'inverno in un lungo letargo, che inizia a metà giugno o, nel caso di esemplari giovani e femmine, ad agosto. Dura tra i 6,5 e gli 8,5 mesi e i citelli si svegliano intorno al marzo dell'anno successivo. La stagione riproduttiva inizia in primavera subito dopo il risveglio. I sette od otto piccoli nascono nel nido sotterraneo, che abbandonano alla fine della primavera.
I principali predatori del citello sono i rapaci, alla cui presenza rispondono con brevi e acuti richiami di allarme e una subitanea fuga. Le principali cause di morte, tuttavia, sono il congelamento durante il letargo invernale o l'inedia a causa di un prolungato congelamento del suolo nel caso la primavera arrivi in ritardo.

## Tassonomia
Il citello rosso viene classificato come specie indipendente all'interno del genere Spermophilus, attualmente costituito da 15 specie a seguito di una revisione tassonomica. La prima descrizione scientifica venne effettuata nel 1779 dal naturalista Peter Simon Pallas a partire da alcuni individui provenienti dall'oblast' di Samara, l'ex oblast' di Kujbyšev.
Oltre alla forma nominale, non ne vengono riconosciute sottospecie.

## Conservazione
Il citello rosso viene classificato dall'Unione internazionale per la conservazione della natura (IUCN) come «specie a rischio minimo» (Least Concern). Tale status trae giustificazione dalla popolazione numerosa e dall'ampia area di distribuzione della specie. Sebbene siano state registrate diminuzioni regionali delle popolazioni e la scomparsa di alcune colonie, la popolazione complessiva non è in pericolo. Allo stesso tempo, il suo areale è in espansione. Il numero di esemplari è soggetto a oscillazioni periodiche, con esplosioni demografiche di massa a cui segue un periodo di ritorno alla situazione originaria, e di conseguenza cambia ogni anno.
Questi animali vengono cacciati dai locali per la carne e la pelliccia, ma il prelievo di esemplari non è tale da costituire una minaccia per la popolazione. In alcune zone sono considerati dannosi per le colture di cereali e vengono catturati con le trappole.